# Codici di Nag Hammadi

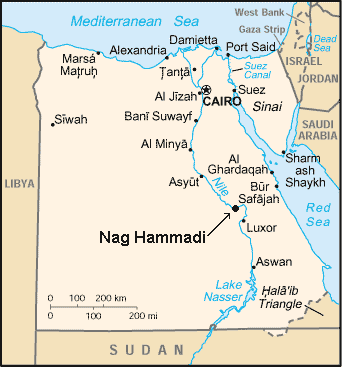
Ubicazione della località di Nag Hammadi in Egitto

I codici di Nag Hammadi sono un insieme di testi gnostici cristiani e pagani, rinvenuti nei pressi di Nag Hammadi (Egitto), nel dicembre 1945.

## Storia
Si tratta di 13 codici su supporto papiraceo, che furono ritrovati nel 1945 in una giara di terracotta da un gruppo di beduini del villaggio di al-Qasr, nei pressi di un monastero cenobita fondato da san Pacomio nel IV secolo nell'isola di Nag Hammadi, detta anche "isola elefantina". La zona del ritrovamento è situata accanto alla parete rocciosa di Jabal al-Tarif, circa 450 km a sud del Cairo. I papiri rimasero nascosti per lungo tempo dopo il ritrovamento e in seguito ad una complessa vicenda, dopo essere stati dispersi, furono recuperati e messi a disposizione degli studiosi.
I testi contenuti nei codici sono per la maggior parte scritti gnostici cristiani, ma includono anche tre opere appartenenti al Corpus Hermeticum e un brano della Repubblica di Platone. Gli studiosi ritengono che tali codici appartenessero alla biblioteca del monastero cenobita, e che i monaci li abbiano momentaneamente nascosti per salvarli dalla distruzione dopo che, nel 367, il vescovo Atanasio di Alessandria ebbe inviato una lettera a tutte le Chiese d'Egitto con l'ordine di considerare canonici solo i 27 libri del Nuovo Testamento, mentre tutti gli altri erano proibiti perché eretici.

## Contenuti
I testi sono scritti in copto antico, benché la maggior parte di essi siano stati tradotti dal greco. L'opera più importante presente in essi è il Vangelo di Tommaso, l'unico manoscritto della raccolta ad essere completo. Grazie a questa scoperta gli studiosi riscontrarono la presenza di frammenti di questi testi nei papiri di Ossirinco, scoperti nel 1898, e ne ritrovarono tracce nelle citazioni presenti negli scritti dei Padri della Chiesa.
La datazione dei manoscritti risale al III e IV secolo, mentre per i testi greci originali, benché ancora controversa, è generalmente accettata una datazione al I e II secolo.

## Elenco dei codici e dei testi

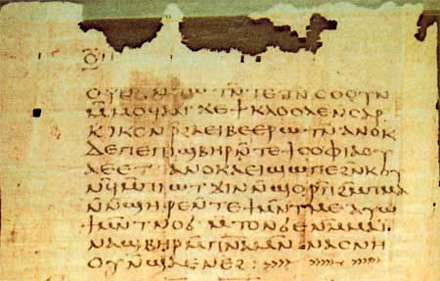
Un papiro con una frase dell'Secondo trattato del grande Set.

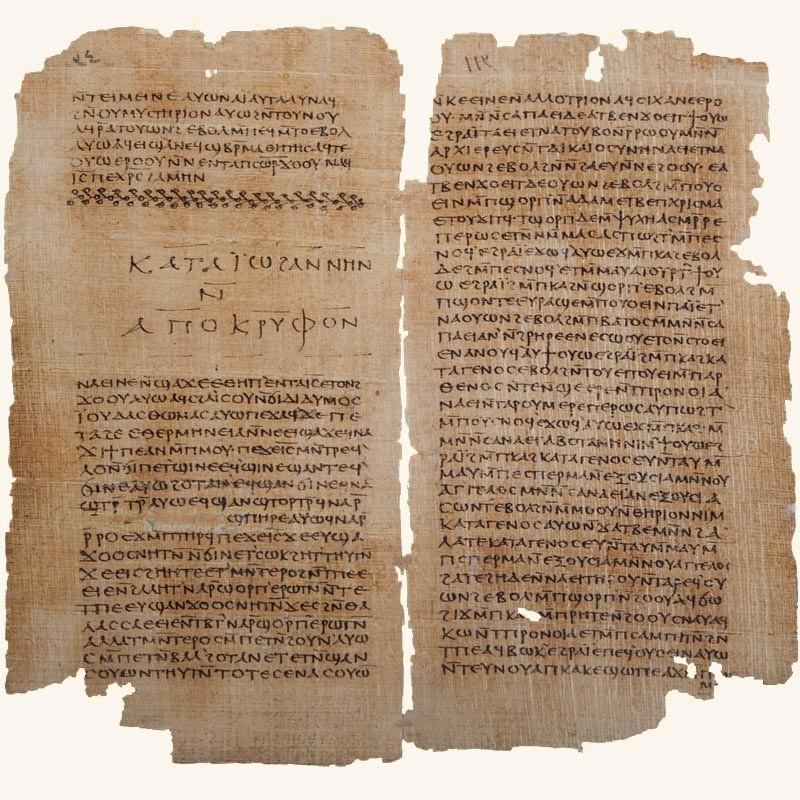
Vangelo copto di Giovanni.

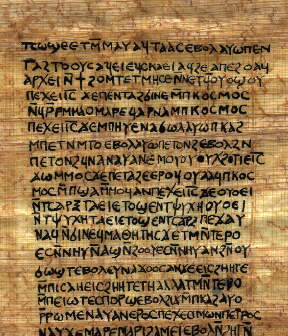
Vangelo di Tommaso.

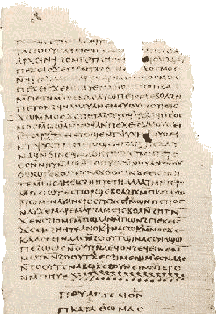
Ultima pagina del Vangelo di Tommaso.

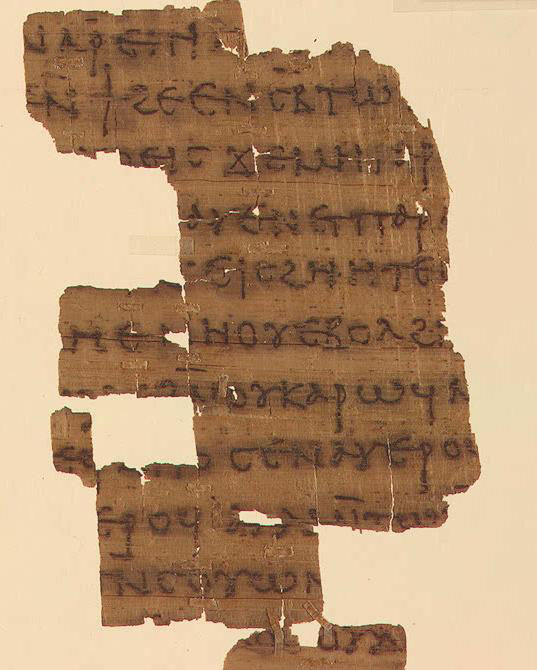
Dialogo del Redentore (o del Salvatore).

La seguente tabella contiene un elenco dei codici e dei trattati di Nag Hammadi secondo Aleksandr Leonovich Khosroev. Le abbreviazioni sono quelle della The Coptic Gnostic Library.
| Numero d'ordine del testo | Numero del codice   | Numero del testo nel codice | Titolo                                                    | Pagine       | Abbreviazione       | Note |
| ------------------------- | ------------------- | --------------------------- | --------------------------------------------------------- | ------------ | ------------------- | --- |
| 01                        | NHC-I (Codice Jung) | 1                           | Preghiera dell'Apostolo Paolo                             | (2)          | Pr. Paul            | Testo riscritto su risguardo, due righe perdute, titolo in greco. |
| 02                        | NHC-I (Codice Jung) | 2                           | Libro segreto di Giacomo (o Epistola apocrifa di Giacomo) | 1–16         | Ap. Jas.            | Titolo basato sul contenuto del testo, che ha la forma di una lettera da Giacomo a un destinatario non nominato. La maggior parte del testo è un dialogo tra Gesù e gli apostoli.                                                                               |
| 03                        | NHC-I (Codice Jung) | 3                           | Vangelo della Verità                                      | 16–43        | Gos. Truth          | Titolo basato sulle parole iniziali del testo. |
| 04                        | NHC-I (Codice Jung) | 4                           | Trattato sulla resurrezione o Lettera a Regino            | 43–50        | Treat Res.          | Trattato in forma di lettera da un maestro a un discepolo, un certo Regino; l'argomento è la resurrezione di Cristo. |
| 05                        | NHC-I (Codice Jung) | 5                           | Trattato tripartito                                       | 51–140       | Tri. Trac.          | Titolo attribuito. Il testo espone le posizioni valentiniane sulla creazione e la cosmologia. |
| 06                        | NHC-II              | 1                           | Apocrifo di Giovanni (o Libro di Giovanni)                | 1–32         | Ap. John            | Versione lunga, la prima delle tre presenti nei codici di Nag Hammadi. Il testo è una rivelazione in forma di domande e risposte comunicata da Gesù all'apostolo Giovanni.                                                                                      |
| 07                        | NHC-II              | 2                           | Vangelo di Tommaso                                        | 32–51        | Gos. Thom.          | Raccolta di detti di Gesù comunicati in segreto agli apostoli. Alcuni di essi sono noti dai vangeli canonici. Papiri greci di contenuto simile, noti fin dall'inizio del ventesimo secolo, sono Par. Och. 1, Rar. Och. 654, Rar. Och. 655.                      |
| 08                        | NHC-II              | 3                           | Vangelo secondo Filippo                                   | 51–86        | Gos. Phil.          | Testo valentiniano, comprende materiali di varia forma. |
| 09                        | NHC-II              | 4                           | Ipostasi degli arconti                                    | 86–97        | Hyp. Arch.          | Il titolo si trova alla fine del testo. Tratta di cosmologia e della creazione dell'uomo. |
| 10                        | NHC-II              | 5                           | Sull'origine del mondo                                    | 97–127       | Orig. World         | Titolo attribuito. L'argomento è la creazione dell'universo e la cosmologia. |
| 11                        | NHC-II              | 6                           | Esegesi dell'anima                                        | 127–137      | Exeg. Soul          | Trattato sulla caduta e la resurrezione dell'anima umana che è un'esegesi di Genesi 1-6. Il solo commentario alla scrittura presente a Nag Hammadi. |
| 12                        | NHC-II              | 7                           | Libro di Tommaso l'Atleta                                 | 138–145      | Thom. Cont.         | Il titolo si trova alla fine del testo. È il dialogo di Gesù risorto con l'apostolo Tommaso sulla conoscenza e la verità, trascritto dall'apostolo Matteo. |
| 13                        | NHC-III             | 1                           | Apocrifo di Giovanni (o Libro di Giovanni)                | 1–40         | Ap. John            | Versione breve. |
| 14                        | NHC-III             | 2                           | Vangelo degli Egiziani (copto)                            | 40–69        | Gos. Eg.            | Una delle due copie del testo presenti a Nag Hammadi, con il titolo alla fine. L'opera inizia con la frase "Il santo libero del grande, invisibile spirito." È attribuito al personaggio biblico Set e contiene temi cosmogonici e soteriologici.               |
| 15                        | NHC-III             | 3                           | Epistola di Eugnosto (o Eugnosto il Benedetto)            | 70–90        | Eugnostos           | Una delle due versioni del testo. È un trattato sull'ordine del mondo gnostico in forma di messaggio da un maestro (Eugnosto) ai suoi discepoli. |
| 16                        | NHC-III             | 4                           | Sapienza di Gesù Cristo                                   | 90–119       | Soph. Jes. Chr.     | Rivelazione in forma di domande e risposte date da Cristo risorto agli apostoli. Il testo dipende dall'Epistola di Eugnosto. I discorsi di Gesù contenuti in questo testo riproducono gli insegnamenti di Eugnosto dell'Epistola.                               |
| 17                        | NHC-III             | 5                           | Dialogo del Redentore                                     | 120–149      | Dial. Sav.          | Il titolo è riportato all'inizio e alla fine del testo. Il contenuto consiste di conversazioni di Gesù con gli apostoli e Maria Maddalena sulla via per la salvezza.                                                                                            |
| 18                        | NHC-IV              | 1                           | Apocrifo di Giovanni (o Libro di Giovanni)                | 1–49         | Ap. John            | La seconda versione lunga. |
| 19                        | NHC-IV              | 2                           | Vangelo degli Egiziani (copto)                            | 50–81        | Gos. Eg.            | Seconda copia del testo. |
| 20                        | NHC-V               | 1                           | Epistola di Eugnosto (o Eugnosto il Benedetto)            | 1–17         | Eugnostos           | Seconda copia del testo. |
| 21                        | NHC-V               | 2                           | Apocalisse di Paolo                                       | 17–24        | Apoc. Paul.         | Il testo deriva da 2 Corinzi 12:2-4 e narra i viaggi e le visioni dell'apostolo Paolo dal quarto al decimo cielo. |
| 22                        | NHC-V               | 3                           | Prima apocalisse di Giacomo                               | 24–44        | 1 Ap. Jas.          | Dialogo sull'insegnamento segreto che Gesù impartì a Giacomo, prima della sua morte e dopo la resurrezione. |
| 23                        | NHC-V               | 4                           | Seconda apocalisse di Giacomo                             | 44–63        | 2 Ap. Jas.          | Il titolo originale è lo stesso del testo precedente. Ha una struttura complessa: comprende i discrosi di Giacomo agli ebrei sulla grandezza di Gesù e conclude con il martirio di Giacomo.                                                                     |
| 24                        | NHC-V               | 5                           | Apocalisse di Adamo                                       | 63–85        | Apoc. Adam          | La rivelazione del diluvio e del fato finale del mondo, che Adamo ricevette da Dio e trasmise a suo figlio Set. |
| 25                        | NHC-VI              | 1                           | Atti di Pietro e dei dodici apostoli                      | 1–12         | Acts Pet. 12 Apost. | Il solo testo di "Atti" presente a Nag Hammadi. È il resoconto di un viaggio degli apostoli in una città e del loro incontro con Gesù, che appare loro con l'aspetto di un mercante di gioielli di nome Lithargoel.                                             |
| 26                        | NHC-VI              | 2                           | Il Tuono, mente perfetta                                  | 13–21        | Thund.              | Testo in poesia. È il monologo di una divinità femminile (?) sulla natura non duale e onnicomprensiva del divino. |
| 27                        | NHC-VI              | 3                           | Insegnamento autorevole                                   | 23–35        | Auth. Teach.        | Testo filosofico sul fato dell'anima, le sue origini, caduta e vittoria sul mondo materiale attraverso la salvezza. |
| 28                        | NHC-VI              | 4                           | Concetto del nostro grande potere                         | 36–48        | Great Pow.          | Titolo alla fine del testo. Rivelazione dei tre eoni: l'eone materiale, che terminò con il Diluvio; l'eone spirituale, quando apparve il Salvatore; e l'eone futuro.                                                                                            |
| 29                        | NHC-VI              | 5                           | Parafrasi di 588A-589B della Repubblica di Platone        | 48–51        | Plato Rep.          | Testo sull'ingiustizia |
| 30                        | NHC-VI              | 6                           | Discorsi sull'Ogdoade e sull'Enneade                      | 52–63        | Dis. 8–9            | Titolo attribuito. Dialogo ermetico in cui l'insegnante ("padre") Ermete Trismegisto conduce il suo discepolo ("figlio") attraverso l'ottavo e il nono regno del cielo.                                                                                         |
| 31                        | NHC-VI              | 7                           | Preghiera di Ringraziamento                               | 63–65        | Pr. Thanks.         | Preghiera ermetica, già nota in versioni greca e latina. |
| 32                        | NHC-VI              | 8                           | Asclepio                                                  | 65–78        | Asklepius           | Dialogo di Ermete Trismegisto con il suo discepolo Asclepio. Capitoli 21-29 del testo ermetico greco perduto, noti dalla traduzione latina. |
| 33                        | NHC-VII             | 1                           | Parafrasi di Sem                                          | 1–49         | Paraph. Shem        | Titolo all'inizio del testo. Rivelazione su temi cosmologici e soteriologici ricevuta da Sem (forse non il Sem biblico) da Derdekeas, figlio della luce infinita, durante la separazione mistica della mente dal suo corpo.                                     |
| 34                        | NHC-VII             | 2                           | Secondo trattato del grande Set                           | 49–70        | Treat. Seth         | Titolo alla fine del testo. Rivelazione di Gesù Cristo (probabilmente identificato con Set), in cui egli narra la sua discesa sulla terra, la sua morte in corce e il suo ritorno al Pleroma.                                                                   |
| 35                        | NHC-VII             | 3                           | Apocalisse di Pietro                                      | 70–84        | Apoc. Petr.         | Resoconto delle visioni dell'apostolo Pietro, il cui significato Gesù gli rivelò a condizione che restasse segreto. |
| 36                        | NHC-VII             | 4                           | Insegnamenti di Silvano                                   | 84–118       | Teach. Silv         | Il solo testo a Nag Hammadi di origine indubitabilmente cristiana. È un testo di etica che ha la forma di insegnamenti di un padre al suo figlio spirituale. |
| 37                        | NHC-VII             | 5                           | Tre steli di Seth                                         | 118–127      | Steles Seth         | Titolo alla fine del testo. Composizione in forma di inni a entità divine superiori. Inizia con il titolo "La rivelazione di Dositeo," ma questo nome non compare in nessun altro punto del testo.                                                              |
| 38                        | NHC-VIII            | 1                           | Zostriano                                                 | 1–132        | Zost.               | Titolo alla fine del testo. Rivelazioni ricevute da Zostriano dall'"angelo della conoscenza" e resoconto della successiva ascesa dell'eroe attraversi i regni celesti. Questo è il testo più lungo tra quelli di Nag Hammadi, ed è in condizioni molto cattive. |
| 39                        | NHC-VIII            | 2                           | Lettera di Pietro a Filippo                               | 132–140      | Ep. Pet. Phil.      | Titolo all'inizio del testo. Delle nove pagine, la lettera ne occupa solo una. Il resto è parte degli atti apocrifi degli apostoli che parlano a Gesù risorto.                                                                                                  |
| 40                        | NHC-IX              | 1                           | Melchisedec                                               | 1–27         | Melch.              | Titolo all'inizio del testo. Una serie di rivelazioni su Gesù Cristo ricevute dal Melchisedek biblico da un angelo. |
| 41                        | NHC-IX              | 2                           | Il pensiero di Norea                                      | 27–29        | Norea               | Uno dei testi più brevi, di sole 52 righe. Il titolo è basato sulla frase alla fine del testo. È una preghiera, probabilmente di una donna. |
| 42                        | NHC-IX              | 3                           | La testimonianza veritiera                                | 29–74        | Testim. Truth.      | Titolo attribuito. Discorso al prescelto (o eletto) sull'essenza della verità, con una polemica contro la cristianità ecclesiastica. |
| 43                        | NHC-X               | 1                           | Marsanes                                                  | 1–68         | Marsanes            | Titolo alla fine del testo. Visione del profeta Marsano durante la sua ascesa estatica al cielo e sull'essenza di Dio. |
| 44                        | NHC-XI              | 1                           | Interpretazione della gnosi                               | 1–21         | Interp. Know.       | Titolo alla fine del testo. Sermone etico di un autore gnostico cristiano. |
| 45                        | NHC-XI              | 2                           | Trattato valentiniano                                     | 22–40        | Val. Exp.           | Cinque frammenti di un trattato filosofico valentiniano sull'unzione (On Anointing), il battesimo (On Bap. A & B), e l'eucaristia (On Euch. A & B). |
| 46                        | NHC-XI              | 3                           | Rivelazioni ricevute dall'Allogeno                        | 40–44        | Allogenes           | Titolo alla fine del testo. Resoconto di una rivelazione ricevuta dall'angelo Giuda, e di un'ascesa verso esseri celesti. |
| 47                        | NHC-XI              | 4                           | Hypsiphrone                                               | 45–69        | Hypsiph.            | Il titolo è all'inizio del testo, che è in pessimo stato di conservazione. Libro delle visioni di Hypsiphrone. |
| 48                        | NHC-XII             | 1                           | Sentenze di Sesto                                         | 15–16, 27–34 | Sext                | Raccolta di detti di saggezza. |
| 49                        | NHC-XII             | 2                           | Frammento centrale del Vangelo della Verità               |              | Gos. Truth          | Seconda copia del testo, di cui restano solo pochi frammenti in un diverso dialetto copto. |
| 50                        | NHC-XII             | 3                           | Frammenti non identificati                                |              | Frm.                | 10 pagine in tutto, con frammenti di 15 testi, di cui soltanto due identificati. |
| 51                        | NHC-XIII            | 1                           | Protennoia triforme                                       | 35–50        | Trim. Prot.         | "Tre forme del primo pensiero". Testo per molti aspetti simile all'Apocrifo di Giovanni. |
| 52                        | NHC-XIII            | 2                           | Frammento di Sull'origine del mondo                       |              | Orig. World         | Dieci righe iniziali del testo. |
|                           | NHC-XIII            |                             | frammenti                                                 |              |                     | Il volume contiene un tutto 16 pagine molto frammentate. Due testi sono stati identificati. |

Il cosiddetto "Codice XIII" non è un codice, ma il testo della Protennoia Triforme, scritta su "otto fogli rimossi da un tredicesimo volume nella tarda antichità e inseriti sotto la copertina del sesto" (Robinson, James (1988). The Nag Hammadi Library in English. Harper & Row. ISBN 0-06-066934-9, p. 10). In fondo all'ottavo foglio sono discernibili alcune righe dell'inizio dell'Origine del mondo.